# Epiplatys infrafasciatus
Epiplatys infrafasciatus är en fiskart som först beskrevs av Günther, 1866.  Epiplatys infrafasciatus ingår i släktet Epiplatys och familjen Nothobranchiidae. IUCN kategoriserar arten globalt som livskraftig. Inga underarter finns listade i Catalogue of Life.